# 模拟电子技术
模拟电子技术是一门研究对模拟信号进行处理的模拟电路的学科。它以半导体二极管、半导体三极管和场效应管为关键电子器件，包括功率放大电路、运算放大电路、反馈放大电路、信号运算与处理电路、信号产生电路、电源稳压电路等研究方向。
主要做为自动化/过程控制，通信等专业的基础课程。